# 우루과이 프리메라 디비시온
우루과이 프리메라 디비시온(스페인어: Uruguayo 1ª División)은 우루과이의 프로축구 1부 리그이다. 정식 명칭은 Campeonato Uruguayo de Primera División Profesional(캄페오나토 우루과요 데 프리메라 디비시온 프로페셔날)이며 간단히 캄페오나토 우루과요라고 하며현재 16개 팀이 리그 방식으로 경기를 치른다.

## 역사 및 리그 진행 방식
1900년에서 1901년 사이 아마추어 리그가 시작되었고 1932년 프로화 되었다. 1923년에서 1925년까지는 2개의 축구 단체, 우루과이 축구 협회(AUF)와 우루과이 축구 연맹(FUF)로 갈라져 1923년부터 1925년까지 별도의 대회가 치러졌는데 결국 FUF가 AUF로 흡수 되면서 1925년과 1926년의 FUF 기록은 공식적으로 인정되지 않고 있다.
1994년부터 리그를 전, 후기 리그(아페르투라와 클라우수라)로 나누어 경기를 진행하고 있다. 2004년까지는 전, 후기 리그 1위팀이 챔피언 결정전을 갖고 우승 팀을 결정 했지만 유럽 방식의 연년제 리그로 바뀐 2005/06 시즌부터는 전기리그 아페르투라와 후기리그 클라우수라 우승 팀이 먼저 플레이오프를 갖고 시즌 통산 승점 1위 팀과 챔피언 결정전을 갖는 방식으로 바뀌었다. 2005년 전반기 리그는 코파 리베르타도레스 2006 진출팀을 가리기 위한 특별리그(Torneo Uruguay Especial) 형식으로 치러졌으며 우루과이 경제 사정에 따른 클럽들의 재정 악화로 2006/07 시즌부터는 기존의 18개 팀에서 16개 팀으로 줄인 채 프리메라 디비시온을 운영하고 있다.
하지만 2008/09 시즌이 마지막 유럽형 연년제 리그가 될 예정이다. 아페르투라와 클라우수라 사이 공백기의 국외로의 선수 유출이 너무 많은 문제가 발생했기 때문이며 또한, 이듬해의 코파 리베르타도레스 진출팀이 여름에 너무 일찍 결정되는 바람에 전력 유지가 쉽지 않은 문제도 있었다. 그래서 2009년 하반기엔 2005년처럼 코파 수다메리카나 2010과 코파 리베르타도레스 2010 출전팀을 가리기 위한 특별 리그가 열릴 예정이다.

## 리그의 특징
- 우루과이를 대표하는 두 개의 빅 클럽, 페냐롤과 나시오날이 역대 우승컵을 양분해 왔다. 리그 역사를 통틀어 우승컵의 80% 가까이를 두 팀이 가져갔다.
- 또한 2007/2008 시즌을 기준으로 16개의 참가팀 중 무려 14개 팀이 수도 몬테비데오를 연고로 하고 있다.

## 클럽(2024/2025 시즌)
| - 다누비오 FC(Danubio F.C.) - 데펜소르 스포르팅(Defensor Sporting Club), - 라싱 클루브 데 몬테비데오(Racing Club de Montevideo)* - 람플라 주니오르스(Rampla Juniors) - 리버풀 FC (몬테비데오)(Liverpool FC Montevideo) - 리버 플레이트 몬테비데오(Club Atlético River Plate) - 몬테비데오 원더러스(Montevideo Wanderers F.C.) - 미라마르 미시오네스(Miramar Misiones) - 세로 라르고 FC(Cerro Largo F.C.)* - 클루브 나시오날 데 풋볼(Club Nacional de Football) - 페냐롤(C.A Peñarol) - CA 보스톤 리베르(C.A Boston River) - CA 세로(C.A Cerro) - CA 페닉스(C.A Fénix) - CA 프로그레소(C.A Progreso) - CD 말도나도(C.D Maldonado) |

* 2023/2024 시즌 승격팀

## 역대 기록

### 아마추어 시대 우승 기록
| 연도 | 우승 팀             |
| ---- | ------------------- |
| 1900 | CURCC               |
| 1901 | CURCC               |
| 1902 | 나시오날            |
| 1903 | 나시오날            |
| 1904 | 대회 무산           |
| 1905 | CURCC               |
| 1906 | 몬테비데오 원더러스 |
| 1907 | CURCC               |
| 1908 | 리버 플레이트 F.C.  |
| 1909 | 몬테비데오 원더러스 |
| 1910 | 리버 플레이트 F.C.  |
| 1911 | CURCC               |
| 1912 | 나시오날            |
| 1913 | 리버 플레이트 F.C.  |
| 1914 | 리버 플레이트 F.C.  |
| 1915 | 나시오날            |

| 연도 | 우승 팀             |
| ---- | ------------------- |
| 1916 | 나시오날            |
| 1917 | 나시오날            |
| 1918 | 페냐롤              |
| 1919 | 나시오날            |
| 1920 | 나시오날            |
| 1921 | 페냐롤              |
| 1922 | 나시오날            |
| 1923 | 나시오날            |
| 1924 | 나시오날            |
| 1925 | 끝내지 못함.        |
| 1926 | 대회 무산.          |
| 1927 | 람플라 주니오르스   |
| 1928 | 페냐롤              |
| 1929 | 페냐롤              |
| 1930 | 대회 무산.          |
| 1931 | 몬테비데오 원더러스 |

#### 아마추어 시대 클럽별 우승횟수
- 클루브 나시오날 데 풋볼 11회
- 페냐롤 (C.U.R.C.C.) 9회
- 리버 플레이트 F.C. 4회
- 몬테비데오 원더러스 3회
- 람플라 주니오르스 1회

### 프로 리그 우승 기록
| 연도 | 우승 팀    |
| ---- | ---------- |
| 1932 | 페냐롤     |
| 1933 | 나시오날   |
| 1934 | 나시오날   |
| 1935 | 페냐롤     |
| 1936 | 페냐롤     |
| 1937 | 페냐롤     |
| 1938 | 페냐롤     |
| 1939 | 나시오날   |
| 1940 | 나시오날   |
| 1941 | 나시오날   |
| 1942 | 나시오날   |
| 1943 | 나시오날   |
| 1944 | 페냐롤     |
| 1945 | 페냐롤     |
| 1946 | 나시오날   |
| 1947 | 나시오날   |
| 1948 | 대회 무산. |
| 1949 | 페냐롤     |
| 1950 | 나시오날   |
| 1951 | 페냐롤     |
| 1952 | 나시오날   |
| 1953 | 페냐롤     |
| 1954 | 페냐롤     |
| 1955 | 나시오날   |
| 1956 | 나시오날   |
| 1957 | 나시오날   |
| 1958 | 페냐롤     |

| 연도 | 우승 팀           |
| ---- | ----------------- |
| 1959 | 페냐롤            |
| 1960 | 페냐롤            |
| 1961 | 페냐롤            |
| 1962 | 페냐롤            |
| 1963 | 나시오날          |
| 1964 | 페냐롤            |
| 1965 | 페냐롤            |
| 1966 | 나시오날          |
| 1967 | 페냐롤            |
| 1968 | 페냐롤            |
| 1969 | 나시오날          |
| 1970 | 나시오날          |
| 1971 | 나시오날          |
| 1972 | 나시오날          |
| 1973 | 페냐롤            |
| 1974 | 페냐롤            |
| 1975 | 페냐롤            |
| 1976 | 데펜소르 스포르팅 |
| 1977 | 나시오날          |
| 1978 | 페냐롤            |
| 1979 | 페냐롤            |
| 1980 | 나시오날          |
| 1981 | 페냐롤            |
| 1982 | 페냐롤            |
| 1983 | 나시오날          |
| 1984 | 센트랄 에스파뇰   |
| 1985 | 페냐롤            |

| 연도    | 우승 팀           |
| ------- | ----------------- |
| 1986    | 페냐롤            |
| 1987    | 데펜소르 스포르팅 |
| 1988    | 다누비오 FC       |
| 1989    | CA 프로그레소     |
| 1990    | CA 베야 비스타    |
| 1991    | 데펜소르 스포르팅 |
| 1992    | 나시오날          |
| 1993    | 페냐롤            |
| 1994    | 페냐롤            |
| 1995    | 페냐롤            |
| 1996    | 페냐롤            |
| 1997    | 페냐롤            |
| 1998    | 나시오날          |
| 1999    | 페냐롤            |
| 2000    | 나시오날          |
| 2001    | 나시오날          |
| 2002    | 나시오날          |
| 2003    | 페냐롤            |
| 2004    | 다누비오 FC       |
| 2005    | 나시오날          |
| 2005/06 | 나시오날          |
| 2006/07 | 다누비오 FC       |
| 2007/08 | 데펜소르 스포르팅 |
| 2008/09 | 나시오날          |
| 2009/10 | 페냐롤            |
| 2010/11 | 나시오날          |

#### 프로리그 클럽별 우승 횟수
- 페냐롤 52회
- 클루브 나시오날 데 풋볼 32회
- 데펜소르 스포르팅 4회
- 다누비오 FC 3회
- CA 베야 비스타 1회
- 센트랄 에스파뇰 1회
- CA 프로그레소 1회

### 통산우승 기록 (아마추어와 프로 기록 합산)
- 페냐롤 47회 (CURCC 기록을 더하면 45회, FUF 주관 대회 기록 포함 47회)
- 클루브 나시오날 데 풋볼 42회
- 리버 플레이트 F.C. 4회
- 데펜소르 스포르팅 4회
- 몬테비데오 원더러스 3 (FUF 주관 대회 기록 포함 4회)
- 다누비오 FC 3회
- 람플라 주니오르스 1회
- 센트랄 에스파뇰 1회
- CA 프로그레소 1회
- CA 베야 비스타 1회

## 같이 보기
- 우루과이 축구 리그 시스템
- 우루과이 세군다 디비시온